# Salzburger Nockerln

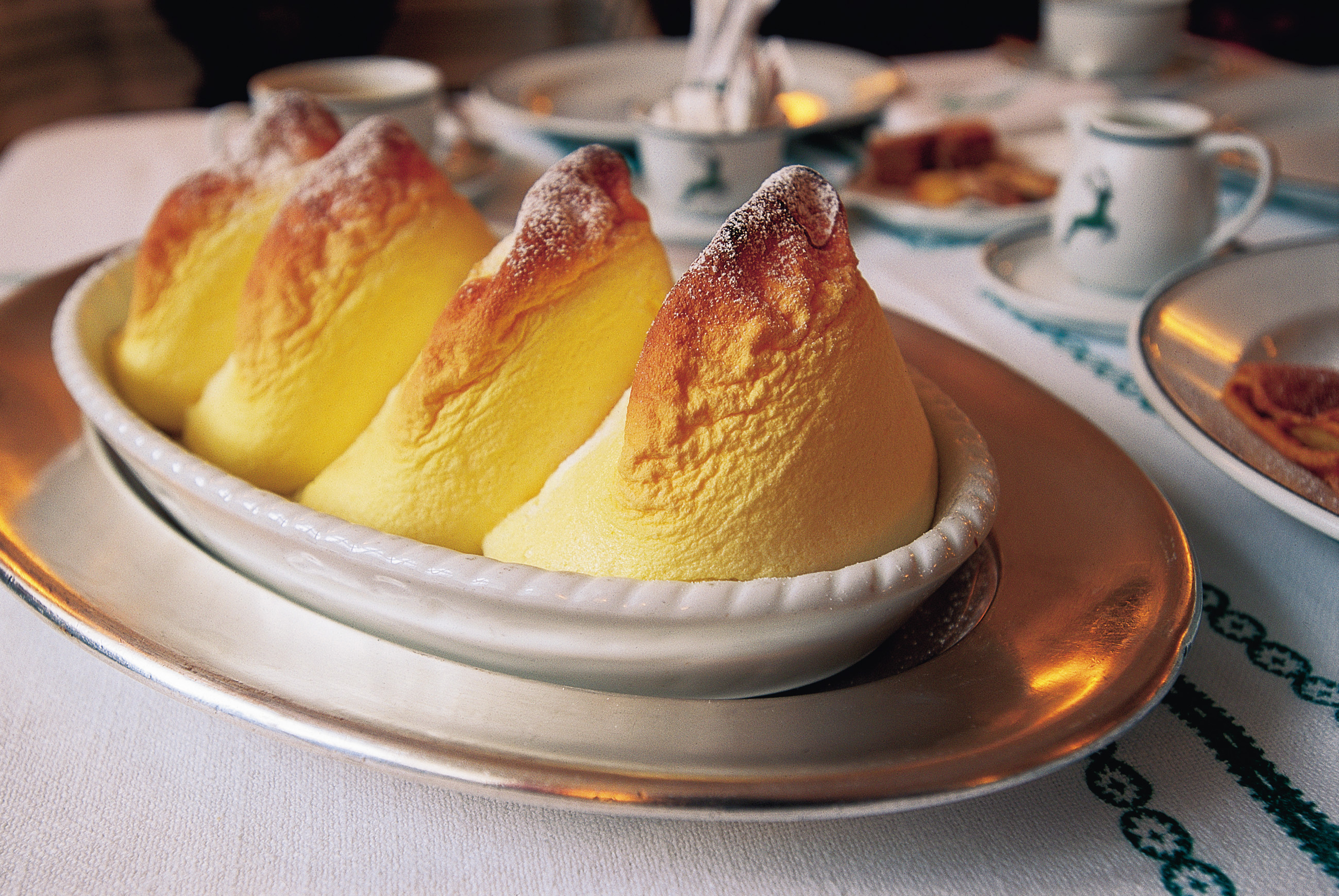
Salzburger Nockerln

Salzburger Nockerln (auch: Nocken oder Nüdei) sind eine typische Salzburger Süßspeise. Sie werden warm als Dessert serviert.

## Geschichte

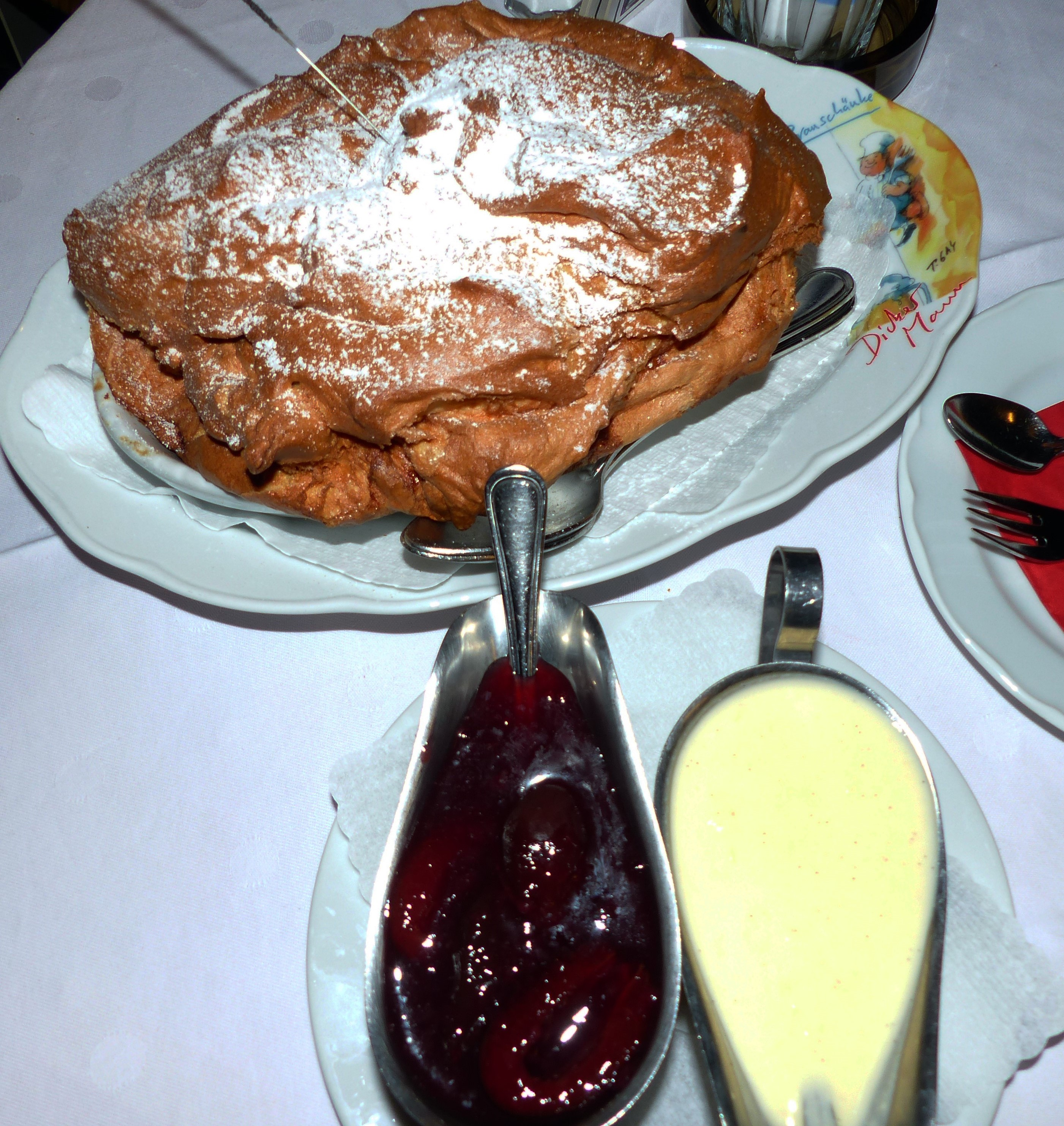
Salzburger Nockerln mit Zwetschken und Vanillesoße

Das Gericht soll im frühen 17. Jahrhundert von Salome Alt, der heimlichen Ehefrau des Salzburger Fürsterzbischofs Wolf Dietrich von Raitenau, erfunden worden sein und angeblich die verschneiten Salzburger Hausberge Mönchsberg, Kapuzinerberg und Gaisberg darstellen. Es gibt allerdings keine frühen Belege dazu. Nocken (also eiförmige oder spätzleartige Teigformen) sind in der bayerisch-salzburgischen Küche aber seit der frühen Neuzeit beliebt.

## Zubereitung
Die Salzburger Nockerln werden zubereitet, indem man Eiweiß mit Zucker aufschlägt und danach Dotter, Vanillezucker und wenig Mehl vorsichtig einrührt, sodass die Eigelbstreifen in der Masse noch sichtbar sind. Aus der luftigen Masse werden drei pyramidenförmige Nockerln ausgestochen, in eine befettete und evtl. mit Zucker ausgestreute, feuerfeste Form gesetzt und im Ofen gebacken. Im letzten Drittel der Backzeit wird etwas heiße Milch mit Vanillezucker seitlich in die Form gegossen. Die fertigen Nockerln werden mit Staubzucker bestäubt und müssen sofort serviert werden, da sie sonst zusammenfallen.

## Varianten
In einigen Gaststätten und Cafés werden die Nockerln mit warmer Himbeersauce serviert. Die Rezeptur der Nockerln ist von Gaststätte zu Gaststätte verschieden, jedoch sind die Grundzutaten wie Zucker, Ei und Mehl immer enthalten, ansonsten dürften sich diese Speisen nicht Original Salzburger Nockerln nennen. Das Originalrezept bestand jedoch aus einer Brandteigmasse:

„Aus dem Brandteig wurden mittels eines Löffels oder des Spritzsackes Nockerln in die kochende Milch eingelegt, dann in einer Schüssel angerichtet, mit Eidotter, Obers oder Milch und Vanillezucker (oder Schnee mit Zucker) übergossen und im Rohr kurz überbacken.“

## Rezeption
- Das Soufflé wurde auch in der Operette Saison in Salzburg von Fred Raymond als „Süß wie die Liebe und zart wie ein Kuss“ besungen.

- Im Film Die Jungfrau auf dem Dach aus dem Jahr 1953 schwärmt die Figur David Slater von den Nockerln, die seine Ex-Frau zubereitet hatte.

- Im Film Saison in Salzburg aus dem Jahr 1961 werden Salzburger Nockerl von Peter Alexander besungen.